# Mesosa tenuefasciata
Mesosa tenuefasciata es una especie de escarabajo longicornio del género Mesosa, categorizada en la tribu Mesosini, de la subfamilia Lamiinae. Fue descrita por Pic en 1926.

## Descripción
Mide 9-10 mm de longitud.

## Distribución
Se distribuye por China y Vietnam.